# Drumul european E75
Drumul E75 face parte din rețeaua internațională de drumuri europene, o serie de drumuri principale în Europa.
Drumul E 75 pornește din Vardø, Norvegia în Marea Barents și trece prin Finlanda, Polonia, Republica Cehă, Slovacia, Ungaria, Serbia și Macedonia până în Sitia, Grecia pe insula Creta în Marea Mediterană.
De la începutul anilor 1990s până în 2009, nu a existat o legătură de feribot între Helsinki și Gdańsk. Recent însă, Finnlines a oferit serviciu regular între Helsinki și Gdynia. 
Agenția Europeană pentru Reconstrucție, una din agențiile Uniunii Europene, a contribuit la reconstrucția drumului E 75 în Republica Macedonia. 
Orașele importante tranzitate de E 75 sunt:
Vardø – Vadsø – Nesseby – Varangerbotn – Tana – Utsjoki – Inari – Ivalo – Sodankylä – Rovaniemi – Kemi – Oulu – Jyväskylä – Heinola – Lahti – Helsinki … Gdynia - Gdańsk – Toruń – Włocławek - Łódź – Piotrków Trybunalski – Częstochowa – Katowice – Bielsko-Biała – Žilina – Bratislava – Győr – Budapesta – Seghedin – Subotica – Novi Sad – Belgrad – Niš – Leskovac – Vranje – Kumanovo – Skopje – Veles – Gevgelija – Salonic – Larissa – Lamia – Atena … Chania – Iraklion – Agios Nikolaos – Sitia

## Traseu și drumuri locale
- Norvegia
  - Vardø–Utsjoki
- Finlanda
  -   4  Utsjoki–Helsinki
  -  Helsinki–Gdynia
- Polonia
  -  Gdynia–Gdańsk
  -  Gdańsk–Toruń–Łódź–Dąbrowa Górnicza
  -  Dąbrowa Górnicza–Tychy
  -  Tychy–Bielsko Biała
  -  Bielsko Biała–Cieszyn/Český Těšín
- Cehia
  -  Český Těšín–Mosty u Jablunkova/Kullovci
- Slovacia
  -  Kullovci–Čadca–Žilina
  -  Žilina–Bratislava
  -  Bratislava–Rusovce/Rajka
- Ungaria
  -  Rajka–Hegyeshalom
  -  Hegyeshalom–Budapesta
  -  Budapesta (Budaörs–Gyál)
  -  Budapesta–Röszke/Horgoš
- Serbia
  -   Horgoš–Belgrad–Preșevo/Tabanovțe
- Macedonia de Nord
  -  Tabanovțe–Kumanovo–Gevgelija/Evzonoi
- Grecia
  -  Evzonoi–Salonic–Lamia–Atena
  -  Atena–Chania
  -  Chania–Iraklion–Agios Nikolaos–Siteia